# Mbipia
Mbipia – rodzaj słodkowodnych ryb okoniokształtnych z rodziny pielęgnicowatych (Cichlidae).

## Występowanie
Gatunki endemiczne Jeziora Wiktorii w Afryce.

## Klasyfikacja
Gatunki zaliczane do tego rodzaju:
- Mbipia lutea
- Mbipia mbipi

Gatunkiem typowym jest Mbipia mbipi.